# María Peláe
María Peláez Sánchez (Málaga, 31 de marzo de 1990), conocida artísticamente como María Peláe, es una cantante y compositora española. Ha editado tres álbumes, titulados Hipocondría, La folcrónica y Al baño María. Participó como concursante en la novena edición de Tu cara me suena (2021-2022) de Antena 3, quedando tercera clasificada. Su música se caracteriza por letras con mucha crítica social y humor y por una mezcla de flamenco con ritmos más actuales.

## Trayectoria
Nació en Málaga el 31 de marzo de 1990. A los 13 años le regalaron una guitarra y a los 16 dio su primer concierto como percusionista. A los 18 años, poco antes de entrar a la carrera de Medicina, dio su primer concierto como solista (guitarra y voz). Fue tal lo que sintió que decidió estudiar algo que le permitiera compaginarlo con la música, siendo las elegidas Trabajo social y, más tarde, Antropología.
En 2016 editó su primer álbum de estudio, Hipocondría, gracias a una campaña de micromecenazgo y con él giró por multitud de salas en diversas ciudades españolas, tales como el Café Berlín de Madrid o la Cochera Cabaret de Málaga.
Ha compuesto dos temas que fueron finalistas para representar a España en Eurovisión: Arde, que cantó Aitana (compuesto junto con Alba Reig de Sweet California) y Nadie se salva (junto a Nil Moliner y Garabatto), que interpretaron Miki Núñez y Natalia Lacunza.A partir del 2019, tras retrasar el inicio de su nuevo proyecto por cambios de última hora, comenzó a subir a su canal de Youtube una serie de canciones que denotaban un cambio hacia una producción más moderna (cambio recomendado por Alba Reig de Sweet California). 
El primer sencillo de esta nueva etapa, estrenado en julio del 2019, fue En casa de herrero (hablando sobre la industria musical y el cambio de sonido de la propia artista) y en septiembre de ese mismo año lanzaba La niña (tratando la homosexualidad femenina empleando la ironía y con tintes autobiográficos).
A La niña le siguió Y quién no (marzo de 2020), No me mires así (mayo de 2020) , cantada junto a Alba Reig y cuyo videoclip fue grabado durante la cuarentena derivada de la pandemia de COVID-19, La confesión (septiembre de 2020), La quería (diciembre de 2020) con Riki Rivera a la guitarra, Te espero en jarra (marzo de 2021) junto a la cantaora Sandra Carrasco y Mi tío Juan (en la que habla de homosexualidad masculina con mucha ironía). Posteriormente lanzó Que vengan a por mí, un tema más serio que compuso a raíz de «ver una manifestación de gente muy joven con mucho odio en la mirada, atacando y diciendo cosas muy feas a personas que se estaban manifestando por algo bonito», como comentó en una entrevista en el programa de Antena 3 El hormiguero.

### Tu cara me suenayLa folcrónica
El 23 de julio de 2021 se confirma su participación oficial como concursante en la novena edición del programa Tu cara me suena de Antena 3, al lado de personalidades como Los Morancos, Lydia Bosch, Loles León, Eva Soriano, David Fernández, Rasel Abad, NIA y Agoney.
Se convirtió en la segunda finalista, tras su imitación de Barbara Pravi, cantante francesa que representó al país galo en Eurovisión. Quedó en tercera posición con su imitación de Lola Flores, a la que ha citado en múltiples ocasiones como referente, y fue una de las favoritas durante toda la edición.
Poco después de la finalización del concurso, lanzó su segundo álbum de estudio La folcrónica, producido y compuesto también por su pareja, Alba Reig en el que recopiló varios de los singles que había lanzado en los años anteriores junto con nuevas canciones. Junto a ella también ha compuesto otros temas como el tema de la cabecera del podcast de humor Estirando el chicle o el tema «No será de nadie» de Pastora Soler. 
El álbum cuenta con la colaboración de artistas como Pastora Soler, Vanesa Martín, Las Niñas o su compañera de programa NIA. 
Es abiertamente lesbiana y ha utilizado sus canciones e intervenciones en televisión y prensa para hacer visibilización del colectivo LGBTI.

### Benidorm Fest
Fue seleccionada en el Benidorm Fest 2024como aspirante a representar a España en el Festival de la Canción de Eurovisión. Con su canción "Remitente" logró alcanzar la sexta posición con un total de 86 puntos.

## Discografía

### Álbumes de estudio
- Hipocondría (2017)
- La Folcrónica (2022)
- Al Baño María (2023)
- Navidad Flamenca a lo Peláe (2024)
- El Evangelio (2025)

### Sencillos
- Reina Mora (2017)
- En Casa de Herrero (2019)
- La Niña (2019)
- Y Quién No... (2020)
- No Me Mires Así (2020)
- La Confesión (2020)
- La Quería (con Riki Rivera) (2020)
- Te Espero en Jarra (con Sandra Carrasco) (2021)
- Mi Tío Juan (2021)
- Que Vengan a Por Mí (2021)
- Cómo Están las Cosas (con NIA) (2022)
- La Quería (con Pastora Soler) (2022)
- Historia de Vida (con Vanesa Martín) (2022)
- Cuéntale (con Las niñas) (2022)
- Por Si Te Vas (2022)
- El Gato Marinero (2022)
- Deshielo (2023)
- El Grillo (2023)
- La Putukita (con Melody) (2023)
- Letra Menúa (2023)
- Remitente (2024)
- Mi Mujer (2024)
- La Perra de Despeñaperros (Según Sta. Francisca) (con Jedet) (2025)
- Que Digan (Según Sta. Rocio) (con Falete) (2025)
- Santoral (Según Sta. Matilde) (2025)
- La Llave al Mar (Según Sta. Maribel) (con María José Llergo) (2025)
- El Regalito (Según Sta. María) (con Antílopez) (2025)

## Trayectoria televisiva
Programas de Televisión
| Año             | Programa              | Canal     | Notas        |
| --------------- | --------------------- | --------- | ------------ |
| 2020-2021; 2023 | Pasapalabra           | Antena 3  | Invitada     |
| 2021            | Tu cara me suena 8    | Antena 3  | Invitada     |
| 2021            | El hormiguero         | Antena 3  | Invitada     |
| 2021            | La noche D            | La 1      | Invitada     |
| 2021-2022       | Tu cara me suena 9    | Antena 3  | Concursante  |
| 2021-2022       | Zapeando              | La Sexta  | Invitada     |
| 2022            | La Roca               | La Sexta  | Invitada     |
| 2022            | La noche D            | La 1      | Colaboradora |
| 2022            | En el nombre de Rocío | Telecinco | Invitada     |
| 2022-presente   | Y ahora Sonsoles      | Antena 3  | Colaboradora |
| 2022-presente   | La Roca               | La Sexta  | Colaboradora |
| 2024            | Benidorm Fest 2024    | La 1      | Concursante  |
| 2024            | Tu cara me suena 11   | Antena 3  | Invitada     |

## Premios y reconocimientos
- 2011: primer premio del Certamen de Cantautores Ciudad de Melilla.[18]
- 2012: primer premio del Certamen Andaluz de Canción de Autor-Desencaja (Jaén)[19]
- 2015: segundo premio Certamen Cantautores de Burgos.
- 2016: primer premio Certamen Cantautores de Burgos.
- 2016: primer premio Certamen Cantautores Cantando a la Rivera de Gata de Cáceres.[20]
- 2016: primer premio del XV Festival Internacional de Canción de Autor ‘Abril para vivir’ en Granada.[21]
- 2023: premio Odeón a mejor album flamenco.
- 2023: reconocimiento arcoíris del ministerio de igualdad.
- 2024: Premio "Orgullo Andalú" de Adelante Andalucía.[22]